# Кахолонг

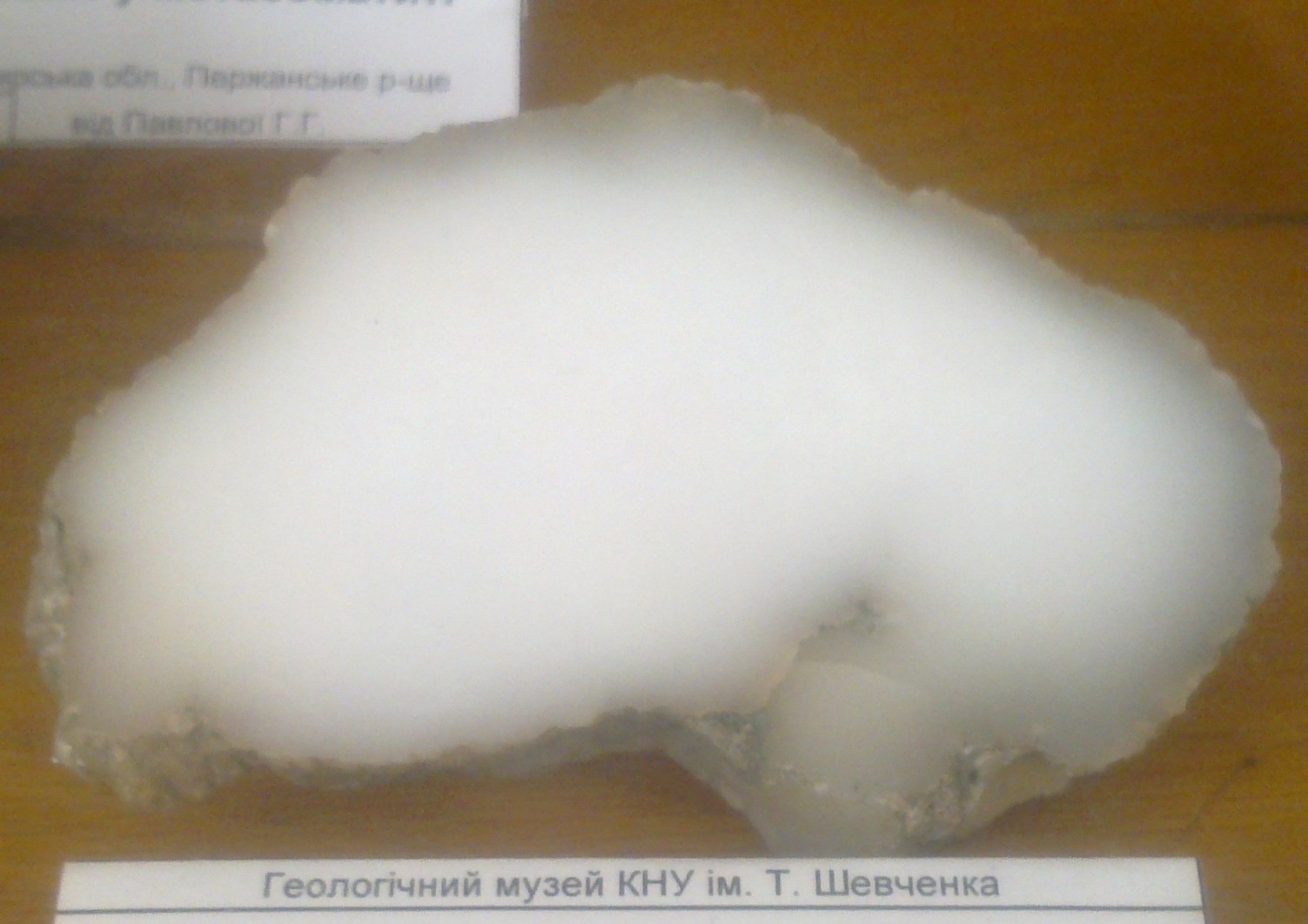
Кахолонг в Геологическом музее Киевского университета.

Кахолонг (жемчужный опал, полуопал) — камень молочно-белого цвета, являющийся непрозрачной смесью кварца, халцедона и фарфоровидного опала.

#### Общее описание
Молочно-белый камень, плотный опалоподобный агрегат, похожий на фарфор. Его называют «жемчужный опал», «калмыцкий жемчуг», «полуопал». Прекрасно полируется, имеет матовые оттенки.
Происхождение названия «кахолонг» связывают с калмыцкими словами «кахе» (река) и «халонг» — камень.

#### Происхождение и состав кахолонга
Кахолонг встречается в коре выветривания, в гидротермальных кремнезёмных отложениях, в виде линз, прожилок, натёчных конкреций. Часто имеются включения магнезита, обеспечивающего особенно глубокий белый цвет камню.
Кахолонг – уникальный минеральный агрегат, состоящий из раскристаллизованного кремнезёма. Фактически является горной породой. Образуется в результате гидроморфного и гидротермального выпадения кремнезёма из коллоидного раствора в приповерхностных условиях. Образование кахолонга связано с различными процессами – как биохимическими, так и температурными. Фактически этот камень представляет собой плотную агрегацию кристаллов кварца и тонкозернистого опализирующего халцедона. Зёрна в породе и степень потери воды из минеральной структуры могут различаться у различных камней, иметь разнородную структуру, что обуславливает неповторимость каждого кахолонга.
Кахолонг является поделочным камнем белого молочного цвета, часто имеющего опалесцентное мерцание. Встречается в виде желваков-конкреций натёчной формы, часто пронизанный дендритами марганца или железа. Степень потери воды из минеральной структуры и размер зёрен, образующих кахолонг может определять уникальное свойство камня прилипать к языку подобно горной породе опока. Такие образцы наиболее восприимчивы к впитыванию влаги, разрушающей структуру камня. На срезе желвака цвет может меняться по радиусу камня, так как условия выпадения кремнезёма из коллоидной субстанции могут отличаться в процессе образования кахолонга.

#### История кахолонга, мифы и легенды
В Индии кахолонг до сих пор считают окаменевшим молоком коров, в древности этот камень, отождествляемый со священными животными считался тоже священным.
У буддистов кахолонг связывался с лотосом — символом, играющим в буддизме важную роль. Из этого камня буддисты с древних времён создавали амулеты для рожениц и маленьких девочек. Символическое значение кахолонгу придавали, в частности, буддисты Калмыкии и Монголии.

#### Месторождения кахолонга
Кахолонг встречается достаточно широко в тёплом и жарком климате, где есть условия для выпадения осадков из кремнезёмного раствора. Есть проявления этого интересного камня в Средней Азии – Туркменистане и Казахстане, есть хорошие образцы из Монголии и Калмыкии.
Образцы кахолонга могли образовываться в прошлые эпохи и в Забайкалье, Восточной Сибири. Гидротермальные образования молочно-белого камня известны в местах интенсивной вулканической деятельности – Исландии, США и Камчатке.